# Síndrome de Barth
La síndrome de Barth (BTHS), també conegut com a Acidúria 3-Metilglutaconi tipus II, és un estrany i alhora seriós trastorn genètic. Encara que no sempre estan presents, les característiques cardinals d'aquest trastorn multiorgànic inclou: cardiomiopatia (dilatada o hipertròfica, possiblement amb falta de compressió del ventricle esquerre i / o fibroelastosi d'endocardi), neutropènia (crònica, cíclica, o intermitent), escàs desenvolupament de la musculatura locomotora i visceral, retard del creixement, intolerància a l'exercici, anomalia del cardiolipin, i acidosi 3-metilglutacònic. Ha estat documentat en més de 120 homes fins a la data. Es creu que aquesta síndrome es diagnostica extremadament poc i s'estima que és present en un de cada 300.000 naixement. Els familiars membres de la Fundació Síndrome de Barth i les seves afiliades viuen als EUA, Canadà, Europa, Japó, Sud-àfrica, Kuwait, i Austràlia.
La síndrome va ser batejada en honor del Dr. Peter Barth (neuròleg pediàtric) dels Països Baixos pel seu estudi i descobriment en 1983. El descriure un esquema de classes, mostrant que la malaltia no era transmissible.

## Causa
Les mutacions al gen tafazzin (TAZ, també anomenat G4.5) estan estretament relacionades amb la síndrome de Barth. El producte del gen tafazzin es creu que té una important funció en la aciltransferasa del complex metabolisme lipídic. El 2008, el Dr. Kulik va descobrir que tots els individus BTHS sotmesos a l'estudi tenien anomalies en les seves molècules cardiolipin (un lípid que es troba a l'interior dels mitocondris de les cèl·lules). El cardiolipin està íntimament lligat al transport de ions de proteïnes i en l'estructura de membrana del mitocondri que és l'orgànul que produeix energia en la cèl·lula. El gen tafazzin humà, NG_009634, se sap que té més de 10.000 parells de bases de longitud, i la longitud total de l'ARNm, NM_000116, és de 1.919 nucleòtids de longitud codificant onze exons amb una projecció de producció de proteïnes de 292 aminoàcids i un pes molecular de 33,5 kDa. El gen tafazzin es troba a Xq28; el braç més llarg del cromosoma X. Les mutacions del tafazzin que causen la Síndrome de Barth es poden agrupar segons el seu efecte en: error en el tacte, absència de tacte, absència, baix estat anímic, fragilitat. Fins ara, la Síndrome de Barth s'ha localitzat exclusivament en homes.

## Fundació Síndrome de Barth
La Fundació Síndrome de Barth (BSF), juntament amb les seves afiliades, són les úniques organitzacions voluntàries del món dedicades a salvar vides des de l'educació, avenços en el tractament i la recerca d'una cura per la Síndrome de Barth. La Fundació patrocina conferències per a les famílies afectades, incloent a metges i científics cada dos anys.